# 精神藥理學
心理藥物學（英文：Psychopharmacology ）是指以科學方法研究預備、使用心理疾病藥物及這些藥物的效用。心理疾病相關藥物稱為psychotropic medications（psycho：心理的；tropic：作用於）。

## 主要概念[1]

### 基本概念
- 心物問題
- 突觸與動作電位
- 離子通道[2]
  - 鈉離子通道打開會刺激性後突觸勢能（英语：Excitatory postsynaptic potential）（EPSP）；鉀離子通道或氯離子通道（英语：Chloride channel）打開會壓抑性後突觸勢能（英语：Inhibitory postsynaptic potential）（IPSP）
  - 代謝型受體比起 ionotropic receptor較慢但影響較廣[3]
  - 血腦屏障，藥物因此屏障較難直接送入腦中。腦內以下這些地方沒有此屏障：
    - 腦極後區（area postrema），酒精可滲入此區來觸發嘔吐
    - 正中隆突（median eminence of the hypothalamus），用來改變身體荷爾蒙

  - 胎盤，嬰兒透過胎盤吸收母體酒精，導致嬰兒畸型[4]。
- 耐藥性
- 服從醫生指示（英语：compliance）

| - 以為很快見效，但抗抑鬱藥要至少2星期才見效 - 麻煩、工作上不便，或影響生計 - 服藥等於軟弱 - 以為會根治，但有的藥物只是爭取時間來讓病患有更多精力去處理問題 - 享受藥物的舒緩效果，如服用巴比妥類後會很快就不緊張 - 享受受人關注，病了有人去關心自己而繼續去病（附加的好處） |

- 成癮與濫藥
- 心理治療方案[6]
  - 動機增益治療法（英语：Motivational enhancement therapy） （MET），階段性管理戒毒過程
  - 後果管理（英语：Contingency management） （CM），例如獎勵病患提供無藥尿液樣本
  - 認知行為療法 （CBT），讓病患認知問題及學習管理預防復發（英语：Relapse）
  - 藥物治療

### 藥物代謝動力學[7]
- 生物利用度 ：（bioavailability）真正身體最終吸收了所用的藥
- 給藥途徑：決定藥物進入血管的速度及完整度
  - 首過效應
- 電離 (ionisation)：非游離形式的藥物因不帶電荷而易滲入細胞膜[8]，受住血管或消化系統等體內pH值，及藥物自己的酸度係數（pKa值）影響[9]
- 血漿蛋白結合 （binding）：藥物困住在血漿、肌肉或脂肪中而變動不活躍，令到藥物在目標位置濃度降低而效用減少。或者多種藥物同時服用時，藥物甲導致藥物乙濃度太高而藥物過量。
- 生物轉化作用
  - 藥物代謝
    - 階段一/階段二：只是一個名稱，不一定代表代謝次序[10]。
    - 常見肝酶：細胞色素P450，在光滑內質網（ sER）[11]
- 速率方程：例如酒精是zero-order kinetics，即不論飲用多少酒，身體每個小時只能處理最多15毫升的酒精[12]。對應first-order kinetics，藥物濃度越高則消化速度越快。
- 排泄作用，透過不同方法將藥物離開身體，如製造母乳、呼吸、出汗、排尿等。

### 藥物效應動力學[7]
- 藥物命名法（英语：Drug nomenclature）
- 受體與配體（就像鎖與匙[13]）每種神經遞質可以有多個受體（如多巴胺有超過5種受體[14]）

|                      | 親和性 (Affinity） | 效能（Efficacy） |
| -------------------- | ------------------ | ---------------- |
| 活化劑（agonist）    | 高                 | 高               |
| 阻斷劑（antagonist） | 中至高             | 低               |

- 構象改變，當受體和配體結合就會令蛋白發生結構上改變，從而影響效能
- 調升與調降（英语：Downregulation and upregulation）：指因為配體的數量影響（太多或太少），受體的數量或敏感程度改變[15][16]

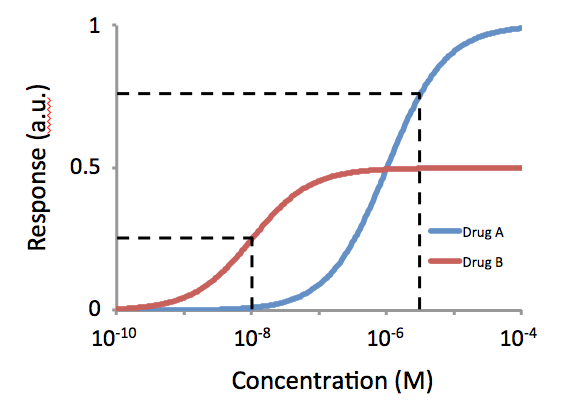
若要0.25單位反應, 藥B有更高的potent。但若要0.75單位反應藥A反而更potent。

- 劑量反應曲線（英语：Dose response curve）[17]：若要0.25單位反應, 藥B有更高的potent。但若要0.75單位反應藥A反而更potent。指不同劑量下的反應。低劑量亦可代表只有少量配體佔用了[18]。
  - {\displaystyle ED_{50}}指一半測試人口都都可以有特定有用藥物反應
  - {\displaystyle TD_{50}}指一半測試人口都都可以有特定有害藥物反應
  - 治療指數 是 {\displaystyle TD_{50}/ED_{50}}，越大數量該藥物越安全[19]
  - 效價強度[20]：指達到一定效果所需的劑量。如阿士匹靈的效價強度（potency）雖然較嗎啡、可待因等藥的效能（Efficacy）低，但只需要增加劑量也可達到相同{\displaystyle ED_{50}}的止痛作用。

## 化學訊號

### 神經遞質[21]
精神作用藥物通常用神經遞質來影響神經傳導。神經遞質主要一種化學物質來讓神經元互相溝通，而精神作用藥物則影響這個溝通過程。這些藥物可以
1. 作為神經遞質的前體（precursor）（作為製造神經遞質的原材料）
2. 壓抑神經遞質的生成
3. 避免突触小泡（presynaptic vesicle）儲存神經遞質
4. 刺激或抑制神經遞質釋出
5. 刺激或抑制後突觸（post-synaptic）的受體運作（Receptor）
6. 刺激再攝取泵（autoreceptor），減少神經遞質釋出
7. 阻礙再攝取泵（autoreceptor），增加神經遞質釋出
8. 壓抑神經傳導（英语：Neurotransmission） breakdown
9. 阻礙前突觸（presynaptic）被再吸收（reuptake）

### 激素
The other central method through which drugs act is by affecting communications between cells through hormones. Neurotransmitters can usually only travel a microscopic distance before reaching their target at the other side of the synaptic cleft, while hormones can travel long distances before reaching target cells anywhere in the body. Thus, the endocrine system is a critical focus of psychopharmacology because 1) drugs can alter the secretion of many hormones; 2) hormones may alter the behavioral responses to drugs; 3) hormones themselves sometimes have psychoactive properties; and 4) the secretion of some hormones, especially those dependent on the pituitary gland, is controlled by neurotransmitter systems in the brain.

## 相關期刊
- Experimental and Clinical Psychopharmacology （页面存档备份，存于）, American Psychological Association
- Journal of Clinical Psychopharmacology, Lippincott Williams & Wilkins
- Journal of Psychopharmacology, British Association for Psychopharmacology, SAGE Publications
- Psychopharmacology, Springer Berlin/Heidelberg
- Neuropsychopharmacology, Nature Publishing Group